# Galactosa-1-fosfato
La Galactosa-1-fosfato es un intermediario de la interconversión entre glucosa y galactosa. Su estructura consiste en una molécula de galactosa con un grupo fosfato unido a su carbono 1. La reacción de síntesis es llevada a cabo por la galactoquinasa, utilizando como sustratos galactosa y ATP, desde el cual se transfiere el grupo fosfato.